# La Cage aux folles (comédie musicale)
Pour les articles homonymes, voir La Cage aux folles (homonymie).
La Cage aux folles est une comédie musicale dont le livret a été écrit par Harvey Fierstein et les paroles et musique de Jerry Herman. Elle est adaptée de la pièce de théâtre française La Cage aux folles, écrite par Jean Poiret.
La production originale de Broadway en 1983 sera nommé neuf fois aux Tony Awards et en remportera six, dont celui de la meilleure comédie musicale, de la meilleure musique et du meilleur livret. Le succès connu par la comédie musicale engendra son exportation au West End et dans plusieurs autres productions internationales.

## Productions

### Broadway (1983-1987)
La Cage aux folles a été créé à Broadway et joué pour la première fois au Palace Theatre le 21 août 1983. Le spectacle a été mis en scène par Arthur Laurents et chorégraphié par Scott Salmon, avec une scénographie de David Mitchell, des costumes de Theoni V. Aldredge et des éclairages de Jules Fisher. La distribution originale de Broadway inclus Gene Barry (Georges) et George Hearn (Albin), John Weiner (Jean-Michel), Walter Charles (M. Renaud), Jay Garner (Edouard Dindon), Merle Louise (Mme. Dindon), Elizabeth Parrish (Jacqueline), Leslie Stevens (Anne) et William Thomas Jr. (Jacob). Parmi les interprètes de remplacement qui sont apparus dans La Cage aux folles au cours de sa production originale de Broadway, on peut citer Keene Curtis, Van Johnson, Peter Marshall, Keith Michell et Lee Roy Reames. La production originale a reçu neuf nominations aux Tony Awards, remportant un total de six dont celui de la meilleure comédie musicale, meilleure musique originale et du meilleur livret. Il a également remporté trois Drama Desk Award. La production a duré quatre ans et s'est produite pour la dernière fois le 15 novembre 1987.

### Londres(1986)
À la suite du succès rencontré à Broadway, une production dans le West End c'est monté. Le spectacle a eu sa première au London Palladium, le 7 mai 1986 avec la même équipe créative que la production de Broadway. Hearn fut transférée dans la production britannique grâce à une entente entre les syndicats d'acteurs américains et britanniques, ce qui lui permet de venir en échange de Robert Lindsay apparaissant dans Me and My Girl à Broadway. Parmi le casting de cette nouvelle version, Denis Quilley (Georges), Jonathon Morris (Jean-Michel), Richard Owens (M. Renaud), Brian Glover (Edouard Dindon), Julia Sutton (Mme. Dindon), Phyllida Law (Jacqueline), Wendy Roe (Anne), Donald Waugh (Jacob) et Martin J Barker (Chantal). Le spectacle a fermé à Londres après 301 représentations.

### Paris (1999)
À la suite du succès rencontré à Londres, une production se monte en 1999, piloté en sous main par Denise Petit-Didier. C'est une adaptation fidèle en français de la pièce de Londres mise en scène par Alain Marcel.
Le spectacle à sa première au Théâtre Mogador à Paris, dont Denise Petit-Didier est l'administratrice.
Aucun communication n'ayant été prévu, le spectacle peine à démarrer, par le seul bouche à oreille, la production se déclare en faillite lors de la 82e, pour ne pas rompre leur contrat, les comédiens et techniciens jouent a vide jusqu’à la nomination d'un administrateur judiciaire.
Le spectacle a fermé à Paris après 101 représentations, sous la responsabilité d'un liquidateur judiciaire.

### Reprise à Broadway (2004-2005)
Le spectacle a connu une seconde production à Broadway au Marquis Theatre, à partir du 11 novembre 2004, avec une ouverture officielle le 9 décembre 2004. L'équipe de production était composée de Jerry Zaks en tant que metteur en scène, Jerry Mitchell en tant que chorégraphe, Scott Pask, Donald Holder et William Ivey Long en tant que concepteurs. La distribution comprenait Gary Beach dans le rôle d'Albin, Daniel Davis dans celui de Georges, Gavin Creel (Jean-Michel), Merwin Foard (M. Renaud), Michael Mulheren (Edouard Dindon), Linda Balgord (Mme. Dindon), Ruth Williamson (Jacqueline), Angela Gaylor (Anne) et Michael Benjamin Washington (Jacob). Robert Goulet remplaça Daniel Davis à partir du 15 avril 2005. Cette production remporta elle aussi de nombreux Tony Awards et Drama Desk Awards. La production se termina le 26 juin 2005.

### Reprise à Londres (2008-2010)
Une production fut montée à nouveau à Londres, mettant en vedette Philip Quast et Douglas Hodge. Elle débutât le 8 janvier 2008 à la Menier Chocolate Factory. La troupe était composée de Neil McDermott, Iain Mitchell et Una Stubbs, sous la direction de Terry Johnson et les chorégraphies de Lynne Page. La production devait initialement débuter en décembre 2007, mais elle fut reportée à deux reprises pour cause de maladie au sein de la troupe. Cette production fut jouée jusqu'au 8 mars 2008. Elle fut ensuite transférée le 20 octobre 2008 au Playhouse Theatre, coproduit avec Sonia Friedman Productions, Robert G. Bartner, David Ian Productions, L'Ambassador Theatre Group, Matthew Mitchell et Jamie Hendry Productions. Hodge repris son rôle d'Albin, rejoint par Denis Lawson dans celui de Georges. La troupe comprenait également Iain Mitchell (M Renaud/Edouard Dindon), Paula Wilcox (Mme Ranaud/Mme Dindon) et Tracie Bennett (Jacqueline).
La production a remporté le Laurence Olivier Award pour la meilleure comédie musicale Revival, et Hodge a remporté celui du meilleur acteur, sur un total de sept nominations. Graham Norton a repris le rôle d'Albin le 19 janvier 2009 aux côtés de Steven Pacey (Georges). Ils furent suivis le 4 mai 2009, par Roger Allam (Albin) et Philip Quast. Du 12 septembre 2009, jusqu'au 28 novembre 2009, John Barrowman et Simon Burke jouèrent le rôle d'Albin et Georges, respectivement. Douglas Hodge (Albin) et Denis Lawson (Georges) revinrent à la production du 30 novembre 2009, jusqu'à ce que la production s'arrête définitivement le 2 janvier 2010.

### Reprise à Broadway (2010-2011)
Le succès de la production britannique permis au spectacle de revenir une troisième fois à Broadway au Longacre Theatre à partir du 6 avril 2010, avec une inauguration le 18 avril 2010. Fort de leur succès, la mise en scène et chorégraphie fut à nouveau confiée à Terry Johnson et Lynne Page. Douglas Hodge repris son rôle d'Albin. Kelsey Grammer interpréta celui de Georges. À leurs côtés AJ Shively (Jean-Michel), Robin de Jésus (Jacob), Fred Applegate (M. Renaud/M. Dindon), Veanne Cox (Mme. Renaud/Mme. Dindon), Christine Andreas (Jacqueline) et Elena Shaddow (Anne). Les Cagelles comprennent Nick Adams, Logan Keslar, Sean Patrick Doyle, Nicholas Cunningham, Terry Lavell et Yurel Echezarreta.
La scénographie fut travaillée par Tim Shortall, les costumes par Matthew Wright, l'éclairage par Nick Richings, et les orchestrations par Jason Carr. La production a reçu 11 nominations aux Tony Awards et a remporté celui de la meilleure comédie musicale Revival, du meilleur acteur dans une comédie musicale (pour Douglas Hodge). La production s'est achevé le 1er mai 2011, après 433 représentations et 15 avant-premières.

### Tournée américaine (2011)
Une tournée nationale s'inspirant du revival de Broaday en 2010 a débuté en septembre 2011. George Hamilton et Christopher Sieber ont repris les rôles principaux,.

### Autres productions
Le spectacle a également été monté en Australie avec Keith Michell et Jon Ewing.
Des adaptations dans d'autres langues ont été jouées notamment à Berlin, Copenhague, Aarhus Oslo (deux fois), Bergen, Vienne, en Italie, à Mexico, en Colombie, à Helsinki (deux fois), Buenos Aires, Stockholm, Bogota, Tallinn, Moscou, Rio de Janeiro, São Paulo, Séoul. En 2019 le spectacle a été joué à l'Opera de Nice dans une nouvelle production.

## Numéros musicaux
Note: Production originale de Broadway
| Act I - Prelude – Orchestre - "We Are What We Are" – Georges et Les Cagelles - "(A Little More) Mascara" – Albin et Les Cagelles - "With Anne on My Arm" – Jean-Michel et Georges - "With You on My Arm" – Georges et Albin - "Song on the Sand" – Georges - "La Cage aux Folles" – Albin, Jacqueline et Les Cagelles - "I Am What I Am" – Albin | Act II - "Song on the Sand" (Reprise) – Georges et Albin - "Masculinity" – Georges, Albin, Monsieur Renaud, Madame Renaud et Tabarro - "Look Over There" – Georges - "Dishes (Cocktail Counterpoint)" – Georges, Edouard Dindon, Mme. Dindon et Jacob - "The Best of Times" – Albin, Jacqueline et la troupe - "Look Over There" (Reprise) – Jean-Michel - "La Cage aux Folles" (Reprise) – Georges - Finale – La troupe |

À noter que la chanson I Am What I Am sera par la suite reprise par Gloria Gaynor.

## Récompenses et nominations

### Production originale de Broadway
| Année | Récompense       | Catégorie                                        | Nommé              | Résultat   |
| ----- | ---------------- | ------------------------------------------------ | ------------------ | ---------- |
| 1984  | Tony Award       | Best Musical                                     | Best Musical       | Lauréat    |
| 1984  | Tony Award       | Best Book of a Musical                           | Harvey Fierstein   | Lauréat    |
| 1984  | Tony Award       | Best Original Score                              | Jerry Herman       | Lauréat    |
| 1984  | Tony Award       | Best Performance by a Leading Actor in a Musical | George Hearn       | Lauréat    |
| 1984  | Tony Award       | Best Performance by a Leading Actor in a Musical | Gene Barry         | Nomination |
| 1984  | Tony Award       | Best Direction of a Musical                      | Arthur Laurents    | Lauréat    |
| 1984  | Tony Award       | Best Choreography                                | Scott Salmon       | Nomination |
| 1984  | Tony Award       | Best Costume Design                              | Theoni V. Aldredge | Lauréat    |
| 1984  | Tony Award       | Best Lighting Design                             | Jules Fisher       | Nomination |
| 1984  | Drama Desk Award | Outstanding Book of a Musical                    | Harvey Fierstein   | Nomination |
| 1984  | Drama Desk Award | Outstanding Actor in a Musical                   | George Hearn       | Lauréat    |
| 1984  | Drama Desk Award | Outstanding Actor in a Musical                   | Gene Barry         | Nomination |
| 1984  | Drama Desk Award | Outstanding Music                                | Jerry Herman       | Lauréat    |
| 1984  | Drama Desk Award | Outstanding Lyrics                               | Jerry Herman       | Nomination |
| 1984  | Drama Desk Award | Outstanding Orchestrations                       | Jim Tyler          | Nomination |
| 1984  | Drama Desk Award | Outstanding Costume Design                       | Theoni V. Aldredge | Lauréat    |
| 1984  | Drama Desk Award | Outstanding Lighting Design                      | Jules Fisher       | Nomination |

### Reprise à Broadway de 2004
| Année | Récompense       | Catégorie                                        | Nommé                            | Résultat   |
| ----- | ---------------- | ------------------------------------------------ | -------------------------------- | ---------- |
| 2005  | Tony Award       | Best Revival of a Musical                        | Best Revival of a Musical        | Lauréat    |
| 2005  | Tony Award       | Best Performance by a Leading Actor in a Musical | Gary Beach                       | Nomination |
| 2005  | Tony Award       | Best Choreography                                | Jerry Mitchell                   | Lauréat    |
| 2005  | Tony Award       | Best Costume Design                              | William Ivey Long                | Nomination |
| 2005  | Drama Desk Award | Outstanding Revival of a Musical                 | Outstanding Revival of a Musical | Lauréat    |
| 2005  | Drama Desk Award | Outstanding Choreography                         | Jerry Mitchell                   | Lauréat    |
| 2005  | Drama Desk Award | Outstanding Costume Design                       | William Ivey Long                | Nomination |

### Reprise à Londres de 2008
| Année | Récompense             | Catégorie                                          | Nommé                | Résultat   |
| ----- | ---------------------- | -------------------------------------------------- | -------------------- | ---------- |
| 2009  | Laurence Olivier Award | Best Musical Revival                               | Best Musical Revival | Lauréat    |
| 2009  | Laurence Olivier Award | Best Actor in a Musical                            | Douglas Hodge        | Lauréat    |
| 2009  | Laurence Olivier Award | Best Actor in a Musical                            | Denis Lawson         | Nomination |
| 2009  | Laurence Olivier Award | Best Performance in a Supporting Role in a Musical | Jason Pennycooke     | Nomination |
| 2009  | Laurence Olivier Award | Best Director of a Musical                         | Terry Johnson        | Nomination |
| 2009  | Laurence Olivier Award | Best Theatre Choreographer                         | Lynne Page           | Nomination |
| 2009  | Laurence Olivier Award | Best Costume Design                                | Matthew Wright       | Nomination |

### Reprise de Broadway en 2010
| Année | Récompense       | Catégorie                                         | Nommé                            | Résultat   |
| ----- | ---------------- | ------------------------------------------------- | -------------------------------- | ---------- |
| 2010  | Tony Award       | Best Revival of a Musical                         | Best Revival of a Musical        | Lauréat    |
| 2010  | Tony Award       | Best Performance by a Leading Actor in a Musical  | Kelsey Grammer                   | Nomination |
| 2010  | Tony Award       | Best Performance by a Leading Actor in a Musical  | Douglas Hodge                    | Lauréat    |
| 2010  | Tony Award       | Best Performance by a Featured Actor in a Musical | Robin de Jesus                   | Nomination |
| 2010  | Tony Award       | Best Direction of a Musical                       | Terry Johnson                    | Lauréat    |
| 2010  | Tony Award       | Best Choreography                                 | Lynne Page                       | Nomination |
| 2010  | Tony Award       | Best Orchestrations                               | Jason Carr                       | Nomination |
| 2010  | Tony Award       | Best Scenic Design                                | Tim Shortall                     | Nomination |
| 2010  | Tony Award       | Best Costume Design                               | Matthew Wright                   | Nomination |
| 2010  | Tony Award       | Best Lighting Design                              | Nick Richings                    | Nomination |
| 2010  | Tony Award       | Best Sound Design                                 | Jonathan Deans                   | Nomination |
| 2010  | Drama Desk Award | Outstanding Revival of a Musical                  | Outstanding Revival of a Musical | Lauréat    |
| 2010  | Drama Desk Award | Outstanding Actor in a Musical                    | Douglas Hodge                    | Lauréat    |
| 2010  | Drama Desk Award | Outstanding Featured Actor in a Musical           | Robin de Jesus                   | Nomination |
| 2010  | Drama Desk Award | Outstanding Director of a Musical                 | Terry Johnson                    | Nomination |
| 2010  | Drama Desk Award | Outstanding Choreography                          | Lynne Page                       | Nomination |
| 2010  | Drama Desk Award | Outstanding Costume Design                        | Matthew Wright                   | Lauréat    |
| 2010  | Drama Desk Award | Outstanding Sound Design                          | Jonathan Deans                   | Nomination |